# Racebannon
Racebannon fue una banda estadounidense de noise punk de Bloomington, Indiana en 1996. La banda ha citado influencias que van desde Antioch Arrow hasta Melvins, y también ha declarado que están fuertemente influenciados por el hardcore, el hip-hop, el heavy metal, el jazz y el blues. El sonido de la banda se destaca por ser extraño y experimental, y los críticos han apodado al grupo como "noise rock" o "noise metal". Desde su formación, la banda ha lanzado numerosos álbumes, obras extendidas y se divide a través de una variedad de sellos, como Secretly Canadian y Level Plane.

## Historia
Racebannon se formó en Indianápolis en 1996 por Michael Anderson y James Bauman. La banda reconoce  a The Melvins, Melt Banana y Ice Nine como sus primeras influencias. Para conformar la banda, improvisaron una formación con miembros de otras bandas  de hardcore punkde Indianápolis, lanzando su primer disco de 7 pulgadas en 1998. Posteriormente, Racebannon lanzó muchas otras apariciones de 7 pulgadas, split de 7 pulgadas y compilaciones, además de su álbum debut, There Was The Emptiness .
El nombre del grupo se deriva del guardaespaldas del Dr. Quest, un personaje de la franquicia de Jonny Quest.  J. Uno de los atributos sonoros distintivos del grupo es el uso del scratching de DJ, que no se emplea como un acompañamiento rítmico en el hip hop), sino como un medio para generar ruido.
Después de mudarse a Bloomington, Indiana, firmaron con Secretly Canadian, que lanzó su larga duración In the Grips of the Light . El álbum fue grabado con Mike Mogis de Lullaby for the Working Class, y resultó en el elogio ganador de Alternative Press. Satan's Kickin' Yr Dick In de 2002, fue un álbum conceptual que giraba en torno a una ganga faustiana y también fue producido por Mogis. En el transcurso del álbum (a veces considerado una ópera rock ), el protagonista, Rodney, vende su alma a Satanás a cambio de la oportunidad de convertirse en una estrella de rock drag queen. El grupo actuó en SXSW en 2003. Acid or Blood, apareció en 2008 en Southern Records. Otro álbum, titulado Six Sik Sisters, fue lanzado a través de Tizona Records en 2011. 

## Integrantes
- Mike Anderson - voz (1996-2012)
- James Bauman - guitarra (1996-2012)
- Alex T. Mann - bajo (2011-2012)
- Karl Hoffstetter - batería (2011-2012)

Integrantes anteriores
- Kaiton Slusher - bajo (1996-1997)
- Chris "Sal" Saligoe - bajo (1997-2011)
- Ian Pedersen - batería (1996-1997)
- Brad Williams - batería (1997-2011)
- Chris Williams - voz (1998)
- Nate Spainhower - cintas y tablas (2000-2001)
- mike campana (2001-2006)
- Dave Britts - DJ de ruido (2003)
- Michael Anderson - ruido (2003)

## Discografía
Álbumes de estudio
- Primero fue el vacío (2000, Level Plane )[10]
- En las garras de la luz (2002, secretamente canadiense )
- Satan's Kickin 'Yr Dick In (2002, secretamente canadiense)
- IV: Ácido o Sangre (2008, Tizona)
- Seis hermanas Sik (2011, Tizona)

Versiones extendidas
- Racebannon es el volumen más completo del movimiento de los planetas (1998, Witching Hour)
- Programa de control maestro (1998, El gran misterio de las vitaminas)
- Clubber Lang (2002, solo )
- Merzbannon (2009, Tizona)
- Envuelve el cuerpo (2010, Joyful Noise )
- Sonidos no deseados (2012, Auris Apothecary)

divisiones
- Split de 7 pulgadas con To Dream of Autumn (1998, Witching Hour/Troufion)
- split de 7 pulgadas con Knives and Greenwater (1998, Witching Hour)
- split de 7 pulgadas con The Disease (2001, Monotonstudio)
- split de 7 pulgadas con Zann y Anger Is Beautiful (2001, Modus Operandi/Adiago830)
- split 6 "con Mara'akate (2001, Electric Human Project)
- CD / LP dividido Near and Far Volume 2 con Song of Zarathustra (2003, Level Plane / Backroad)
- Insound Tour Support Series No. 25 CD dividido con Helen of Trpy (2003, Insound)
- Split de 7 pulgadas con Majhas (2005, Happy Couples Never Last )

Álbumes recopilatorios
- [Lo inevitable] Solteros y rarezas 1997-2005 (2005, Solo)

Remezclar álbumes
- Remixed, Reinterpreted and Reconsidered (2013, autoeditado)